# Kangtega
Kangtega, Kantega eller Snow Saddle är ett berg i Khumbu-regionen av Himalaya i Nepal. Toppen ligger på 6 782 meter över havet och ingår i den del av Himalaya som kallas Mahalangur Himal. 

## Beskrivning
Kangtega reser sig i en sadelformad sluttning, som gett berget det engelska smeknamnet “Snow Saddle”. Sadeln spänner från Khumbu till Hinkudalen och har Thamserku som granne i norr.
Kangtega ligger i Solukhumbu-distriktet. Närmast belägna berg är Thamserku, Kyashar, Malangphutang, Kusum Kanguru, Ama Dablam, och Peak 41, med stigande avstånd.
Via en bergsrygg står Kangtega i förbindelse med Kyashar.
Berget är avrinningsområde till Ganges och därigenom till Bengaliska viken.

## Klättringshistorik
En expedition under ledning av den nyzeeländske bergsbestigaren Edmund Hillary var först till toppen av Kantega i juni 1963. Klättringen gick via Hinku-glaciären på ostsidan av berget. Toppen nåddes den 5 juni av de amerikanska klättrarna David Dornan och Tom Frost och nyzeeländarna Michael Gill och Jim Wilson.
Expeditionen var en fortsättning av den sponsrade serie av klättringar som påbörjades 1960 av Sir Edmund Hillary, med expeditionskostnader täckta av World Book Encyclopedia of Chicago
I oktober 1986 bestegs den nordöstra passagen, Northeast Buttress, av Jay Smith, Mark Hesse, Craig Reason och Paul 'Wally' Teare.
Klättraren Valeri Babanov har gjort en livfull redogörelse för sina försök att bestiga Kangtega den norra och den nordvästra vägen.
Den bästa tiden för att klättra i området är i maj och i oktober, medan mars-april och september och november också är möjliga, men under betydliga kallare och snörikare förhållanden.

## Konspirationsteorier
Inom konspirationsteorin har Kangtega en given plats. Ufologer hävdar sig ha funnit en ingång till en underjordisk UFO-bas belägen vid Kangtegas topp. Ett stort område vid Kangtega går inte att se på Google Earth (2016), något som konspirationsteoretiker tagit som inteckning för att myndigheterna inte vill visa vad som finns där. Flera fantasifulla teorier är i svang. Basen skulle vara belägen vid koordinaterna 27°47’43,40″N 86°49’6,40″E.

## Bildgalleri

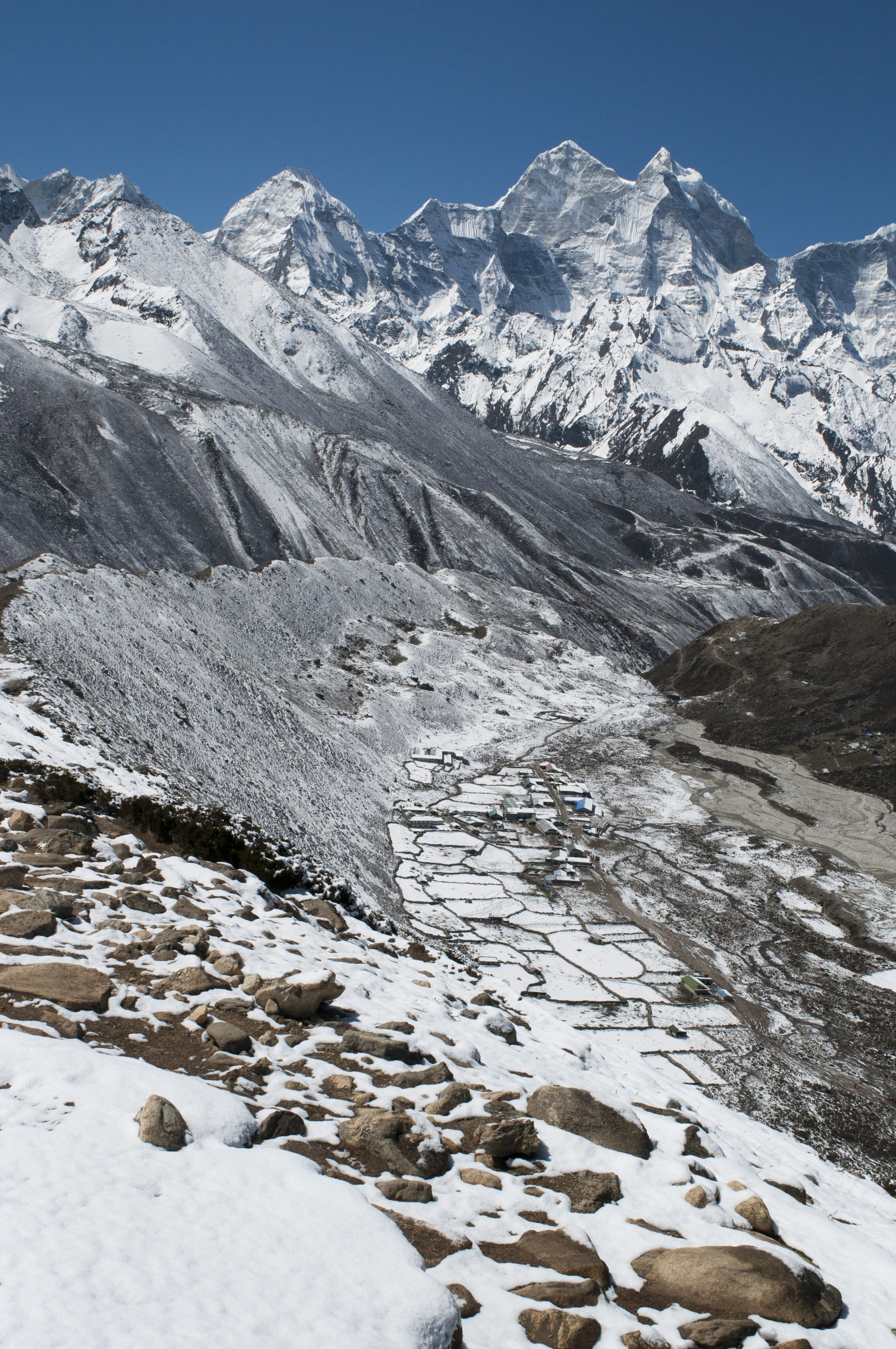
Utsikt mot Kantega från Pheriche.
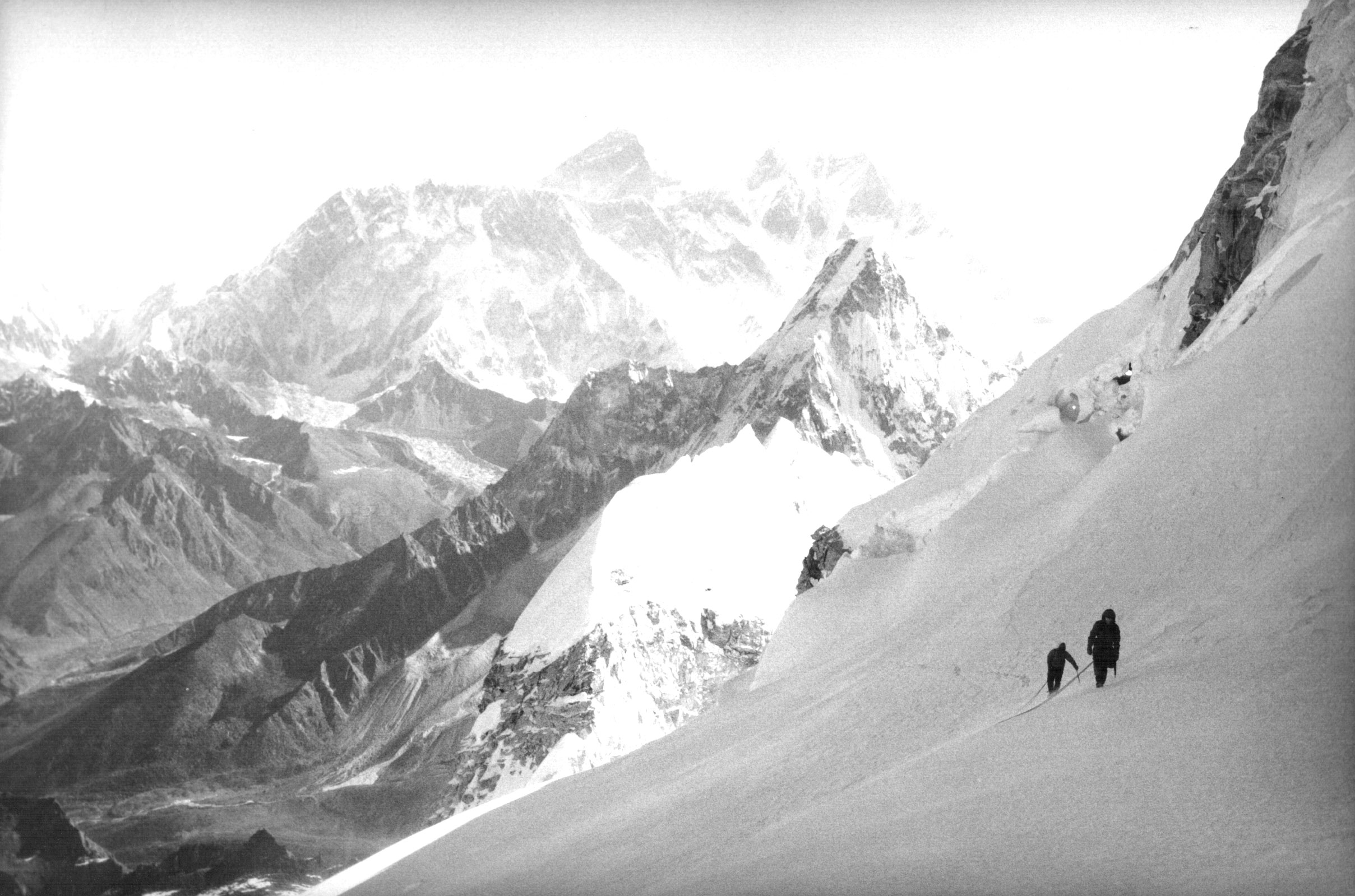
Den brittiska klättraren Alison Hargreaves och den amerikanske klättraren Jeff Lowe bestiger Kangtega den 1 maj 1986.